# Batalla de Renfrew
En la Batalla de Renfrew se enfrentaron el Reino de las Islas y el Reino de Escocia en 1164, cerca de Renfrew, Escocia. Los hombres de las Islas, acompañados por fuerzas del Reino de Dublín, estaban mandados por Somairle mac Gilla Brigte, Rey de las Islas. No hay registro de la identidad del comandante escocés y es desconocida. Herbert, Obispo de Glasgow, Baldwin, Sheriff de Lanark/Clydesdale, y Walter fitz Alan, mayordomo de Escocia son los candidatos posibles para este cargo. La batalla fue un desastre para Isleños y Dublineses. Somairle murió en el encuentro, aparentemente por reclutas locales, y sus fuerzas fueron derrotadas.
Somairle aparece por primera vez en los registros en los años 1150, cuando se dice que apoyó la causa de Máel Coluim mac Alasdair en una rebelión en contra Malcolm IV, Rey de Escocia. Máel Coluim era miembro de una rama rival de la familia real escocesa, y sus hijos estaban estrechamente emparentados con Somairle. En la época en que la rebelión fracaso, Somairle parece haber cambiado sus energías de Escocia hacia las Islas. En 1156, disputó la mitad del Reino de las Islas a su cuñado, Guðrøðr Óláfsson. Dos años más tarde, Somairle derrotó decisivamente a Guðrøðr, obteniendo el control completo del reino.
Las razones para la invasión de Escocia de Somairle son inciertas. Una posibilidad es que estuviera renovando su apoyo a los hijos de Máel Coluim. Otra posibilidad es que intentara conquistar la parte del suroeste de Escocia que había sido recientemente ocupado por la autoridad real escocesa. Esta región había sido ocupada con anterioridad por los Gall Gaidheil, un pueblo de etnia escandinava y gaélica, como el propio Somairle. Hay razones para sospechar que esta región pasó a manos de los escoceses tras el final de la rebelión de Máel Coluim, y después entregada a magnates escoceses en el contexto de consolidación del reino de Escocia. Somairle pudo haber invadido también la región en un intento de contrarrestar la amenaza percibida que los escoceses representaban para su autoridad en el Firth de Clyde. El hecho que la batalla tuviera lugar en Renfrew, la sede de uno de los señoríos de Walter fitzAlan, podría indicar que él era un objetivo concreto .
A raíz de la muerte de Somairle en batalla, el Reino de las Islas se fracturó una vez más. A pesar de que está registrado que el hermano de Guðrøðr, Rǫgnvaldr, recuperó el poder, Guðrøðr fue capaz de recuperarse en un año. Tras la restauración de Guðrøðr en las Islas, el reino se dividió nuevamente entre él y los descendientes de Somairle, en una partición que tenía su raíz en el golpe de Somairle de 1156. La Batalla de Renfrew pudo haber sido la victoria más grande de Malcolm. Es ciertamente el último gran evento recordado de su reinado.

## Contexto

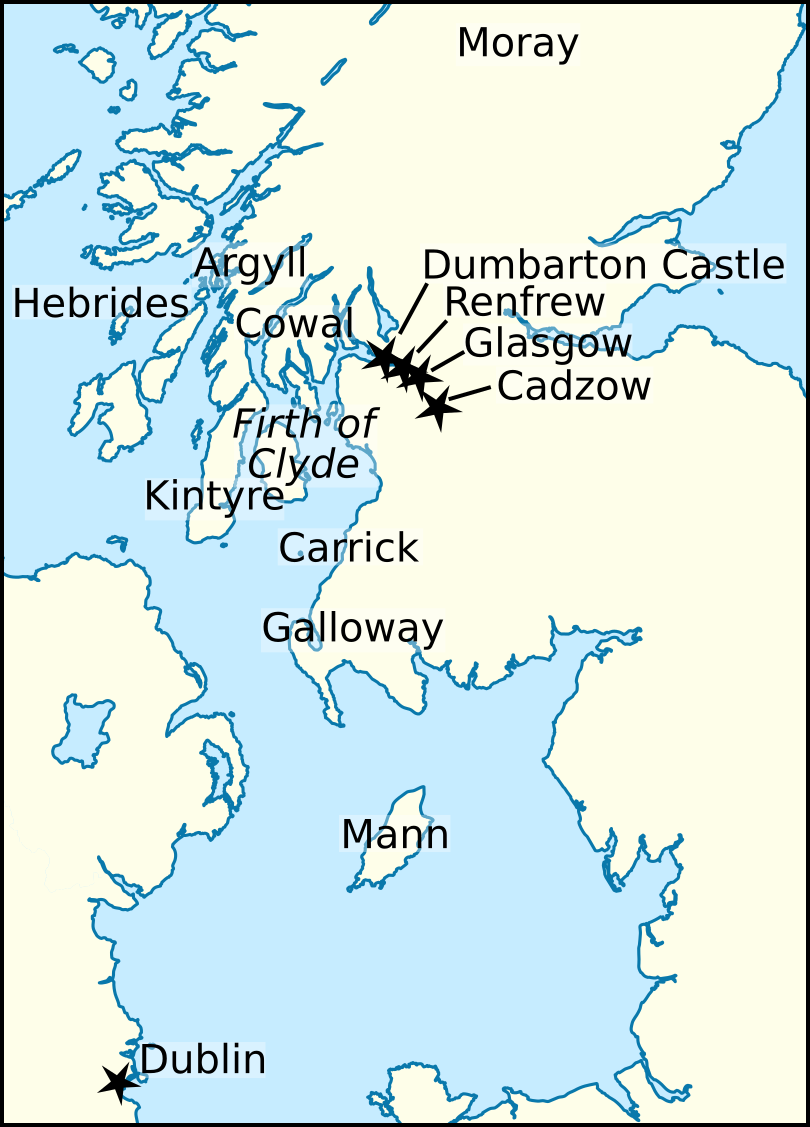
Las ubicaciones que relacionan a la Batalla de Renfrew.

En algún momento a mediados del siglo XII, quizás en torno a 1140, Somairle mac Gilla Brigte se casó con Ragnhildr, hija de Óláfr Guðrøðarson, Rey de las Islas. Esta unión tuvo severas repercusiones en la historia posterior del Reino de las Islas, ya que dio a los descendientes de Somairle—Clann Somairle—una reclamación al reino por su ascendencia real a través de Ragnhildr. El año 1153 marcó un punto de inflexión en la historia de las Islas. No sólo la muerte de David I de Escocia a finales de mayo, sino que la Crónica de Mann de los siglos XIII-XIV informa que Óláfr fue asesinado en junio, mientras su hijo, Guðrøðr, estaba en Noruega. Al cabo de unos meses, Guðrøðr ejecutó su venganza. Según la crónica, viajó de Noruega a las Orkney, reforzado por un contingente noruego, y fue aclamado unánimemente como rey por los principales Isleños. Se dice que continuó entonces a Mann, donde venció a tres de sus primos, y se aseguró el trono de Mann.
En 1155 o 1156, la Crónica de Mann revela que Somairle dirigió un golpe contra Guðrøðr, especificando que el hijo de Somairle, Dubgall, iba a ser el sustituto de Guðrøðr. A finales de 1156, en la noche del 5/6 enero, Somairle y Guðrøðr finalmente se enfrentaron en una batalla marítima sangrienta pero inconclusiva. Según la crónica, cuándo el enfrentamiento finalmente concluyó los cuñados contendientes se dividieron el Reino de las Islas entre ellos. Dos años más tarde, la crónica revela que Somairle invadió Mann y obligó a Guðrøðr a exiliarse. Tras la marcha de Guðrøðr, parece que bien Dubgall o Somairle se convirtieron en reyes de las Islas. A pesar de que el joven Dubgall pudo haber sido el monarca nominal, la crónica deja claro que era Somairle quien poseía el auténtico poder. Ciertamente, las fuentes irlandesas consideran rey a Somairle al final de su carrera.

## Batalla

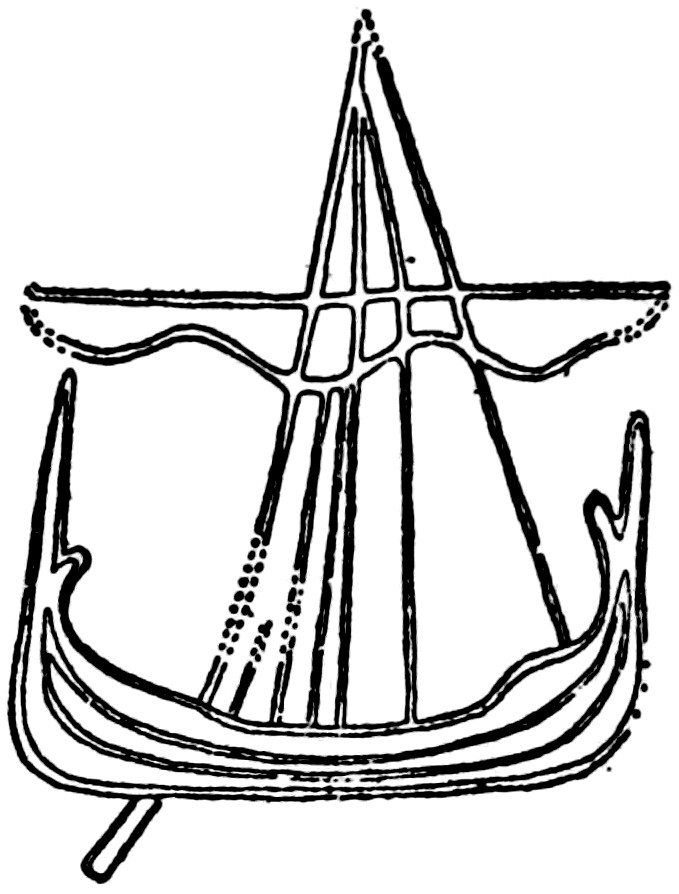
Detalle de Maughold IV, un Manx runestone mostrando un barco de navegación contemporáneo. El poder de los reyes del Isles puso en su galera armada-flotas.

La Batalla de Renfrew está atestiguado en varias fuentes como los anales de Tigernach del siglo XIV, los Anales de Úlster de los siglos XV y XVI, el Carmen de Morte Sumerledi del siglo XII, la Chronica de Roger de Hoveden del siglo XIII, la Crónica de Holyrood del siglo XIII, la Crónica de Mann, de los siglos XIII a XIV, la Crónica de Melrose de los siglos XII y XIII, laGesta Annalia I del siglo XIII, el Libro de Mac Carthaigh del siglo XV, y el Scotichronicon del siglo XV.

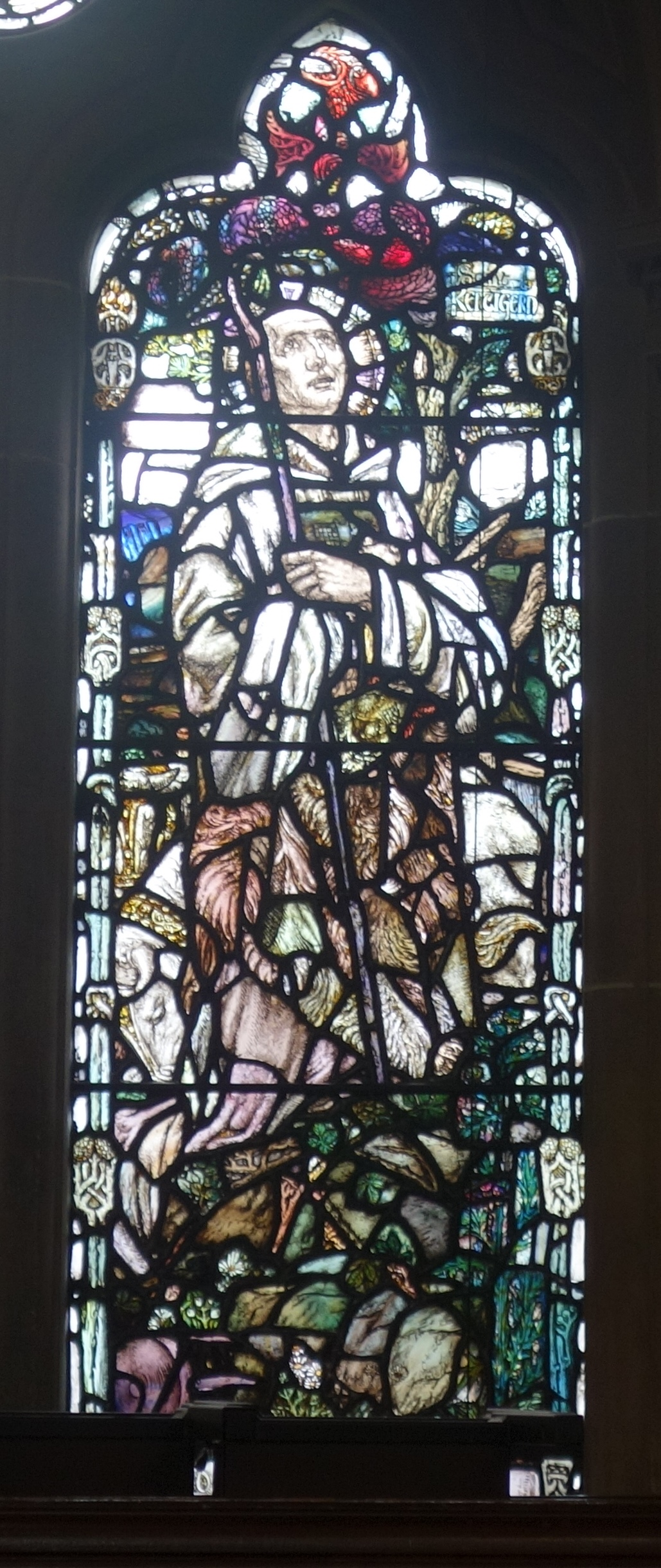
Según Carmen de Morte Sumerledi, intervención divina de St Kentigern (pictured en stained vaso, en Bute Sala, Universidad de Glasgow) entregó el Scots su victoria sobre Somairle.

La Crónica de Melrose informa que las fuerzas de Somairle fueron reclutadas "de Irlanda y varios sitios". Fuentes irlandesas—como los Anales de Tigernach, Anales de Ulster, y el Libro de Mac Carthaigh—especifican que sus fuerzas constaban de hombres de Argyll, Kintyre, las Islas, y Dublín. Tales representaciones de las fuerzas de Somairle parecen para reflejar el notable poder que poseía en su apogeo. La invasión era claramente un asunto bien planeado. Según la Crónica de Mann, la flota de Somairle sumaba ciento sesenta barcos. Si cada barco llevaba cuarenta a cincuenta combatientes, Somairle pudo haber dirigido entre seis mil y ocho mil hombres. A pesar de que las cuentas de combatientes dados por las fuentes medievales son generalmente sospechosas,  pueden ser indicativas de la magnitud del tamaño de la fuerza. La participación de Dublineses en la aventura de Somairle sugiere una alianza con el reino de Dublin. Específicamente, pudo haber sellado un pacto con cualquier Señor de Dublín, Diarmait Mac Murchada, Rey de Leinster, o con el propio señor de Diarmait, Muirchertach Mac Lochlainn, Rey Supremo de Irlanda.
Según la Crónica de Mann, y la Crónica de Melrose, la flota de Somairle desembarcó en Renfrew. Es posible que la flota desembarcara específicamente en Inchinnan, donde sus fuerzas podrían haberse enfrentado con los escoceses. La batalla fue evidentemente un fiasco para los Isleños, con su rey muerto en una escaramuza contra una tropa local. El relato dado por el Carmen de Morte Sumerledi ciertamente sugiere que Somairle fue asesinado al principio—"herido por lanza, muerto por la espada"—y vencido por un cuerpo de defensores locales. Según esto, Somairle podría haber caído en el encuentro inicial, tras lo que sus seguidores abandonarían la lucha. El relato dado por Carmen de Morte Sumerledi afirma que la cabeza de Somairlefue cortada fuera por un sacerdote, y presentada a Herbert, Obispo de Glasgow. Según Gesta Annalia I, Somairle fue asesinado junto con un hijo llamado Gilla Coluim. Es posible que esta fuente equivocara su nombre con Gilla Brigte, el nombre que los Anales de Tigernach dan al hijo muerto de Somairle  Se desconoce si Dubgall participó en la batalla.
La ubicación declarada de Renfrew podría ser una prueba de que el objetivo del golpe de Somairle era Walter fitz Alan, Mayordomo de Escocia. Este último poseyó Renfrew durante su carrera, y es posible que funcionara como capital de sus propiedades en Strathgryfe , o incluso como sede de todo su señorío. El liderazgo de las fuerzas escocesas es incierto. Es plausible que el comandante fuera uno de los tres principales magnates de la región: Herbert, Baldwin, Sheriff de Lanark/Clydesdale, y Walter. Aunque hay motivos para sospechar que Somairle centró su ofensiva sobre el señorío de Walter en Renfrew, es también posible que Herbert, como agente de Malcolm en el oeste, fuera su objetivo pretendido. Ciertamente, Carmen de Morte Sumerledi asocia a Herbert con la victoria, y no menciona a Walter o a otras fuerzas reales escocesas. Por otro lado, las fuerzas navales de Somairlelas cruzaron las tierras de Baldwin en Inverkip y Houston, sugiriendo que Baldwin o alguno de sus seguidores enfrentaron y vencieron a los invasores. De todas formas, la victoria sobre los isleños y sus aliados parece haber asegurado la paz en Escocia durante el resto del reinado de Malcolm. Pudo haber sido la mayor victoria de Malcolm, y es ciertamente el último acontecimiento importante de su reinado.

## Contexto

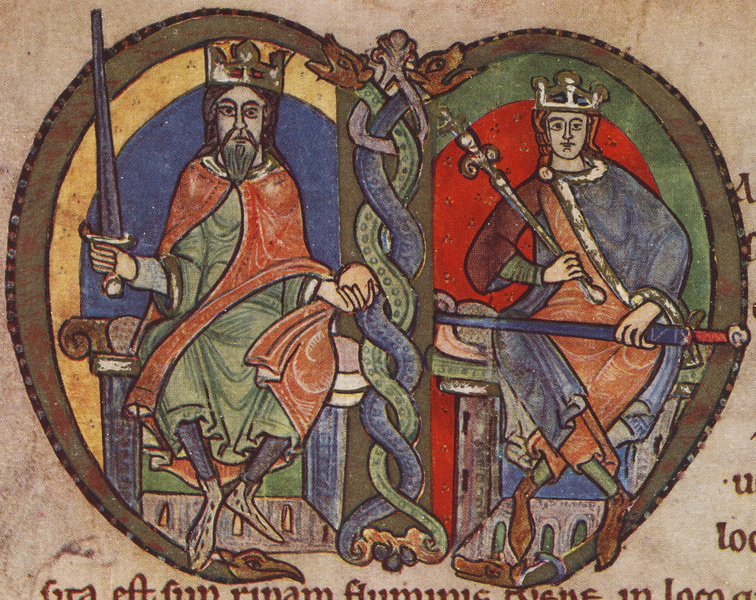
Representaciones del de Malcolm IV, Rey de Escocia y su abuelo, David I, Rey de Escocia.

El ascenso al poder de Somairle parece coincidir con un debilitamiento aparente de la autoridad real escocesa en Argyll. Tal influencia exterior en Argyll puede ser evidenciada por el acta real escocés. Específicamente, una carta real, datada en 1141-1147, revela que David concedió una porción de su cáin de Argyll y Kintyre a la abadía de Holyrood. Otro diploma, datado en 1145-1153, muestra que el rey concedió una porción de su cáin de Argyll de Moray, y otros ingresos de Argyll, al priorato de Urquhart. Varios años más tarde, en 1150-1152, David concedió otra porción de su cáin en Argyll y Kintyre a laabadía de Dunfermline. El hecho que esta carta incluya el caveat "en cualquier año lo debería recibir" podría indicar que, entre 1141 y 1152, la Corona escocesa perdió el control real de estos territorios frente a Somairle. A pesar de que David bien pudo haber considerado Argyll como tributario de Escocia, la carrera posterior de Somairle revela claramente que este se consideraba un gobernante plenamente independiente. El primer testimonio de Somairle por una fuente contemporánea ocurre en 1153, cuando la Crónica de Holyrood informa de que respaldó la causa de su nepotes, los Meic Máel Coluim, en un fracasadp golpe después de que la muerte de David. Estos nepotes—posiblemente sobrinos o nietos de Somairle—eran los hijos de Máel Coluim mac Alasdair, pretendiente al trono escocés, descendiente de un hermano mayor de David, Alejandro I de Escocia. Hay razones para sospechar que algunas de las campañas dirigidas por Somairle y los Meic Máel Coluim se mencionan también en el Carmen de Morte Sumerledi, que habla de la devastación de Glasgow, su catedral, y territorio circundante. Tras el final de la revuelta, Somairle abandonó aparentemente a los Meic Máel Coluim, tras lo que dirigió sus energías hacia las Islas. En Navidad de 1160, un diploma real escocés revela que Somairle había llegado a un acuerdo de paz con Malcolm en algún momento de ese mismo año. No obstante, cuatro años más tarde Somairle lanzó su invasión final de Escocia, y es posible que estuviera inscrito en el contexto de otro intento de apoyar las pretensiones de Máel Coluim al trono escocés.
Otra posibilidad es que Somairle intentara asegurarse un territorio que sólo había sido recientemente asegurado por la Corona escocesa. A pesar de que hay no registros de Somairle antes de 1153, su familia estaba evidentemente implicada en una insurrección anterior de Máel Coluim contra David que concluyó con la captura y encarcelamiento de Máel Coluim en 1134. Un efecto posterior de esta fallida insurrección puede ser perceptible en un diploma emitido en Cadzow aproximadamente en 1136. Esta fuente recuerda la reclamación de la Corona escocesa a cáin en Carrick, Kyle, Cunningham, y Strathgryfe. Históricamente, esta región parece haber foramdo parte de un territorio dominado por los Gall Gaidheil, personas de etnia mixta escandinava y gaélica. Una posibilidad es que estas tierras anteriormente hubieran formado parte de un reino hiberno-nórdico antes de que la Corona escocesa venciera a Máel Coluim y sus seguidores. El diploma de Cadzow es uno de varios que indican a Fergus, Señor de Galloway, un magnate hiberno nórdico que poseía tierras en Carrick. La atestación de Fergus podría indicar que, aunque la familia de Somairle habría sido marginada a raíz de la derrota de Máel Coluim y la consolidación de David, Fergus y su familia podrían en cambio haberse beneficiado como seguidores de la causa de David. El registro de Fergus entre la élite escocesa en Cadzow es ciertamente una evidencia de la creciente la autoridad real de David en los años 1130.

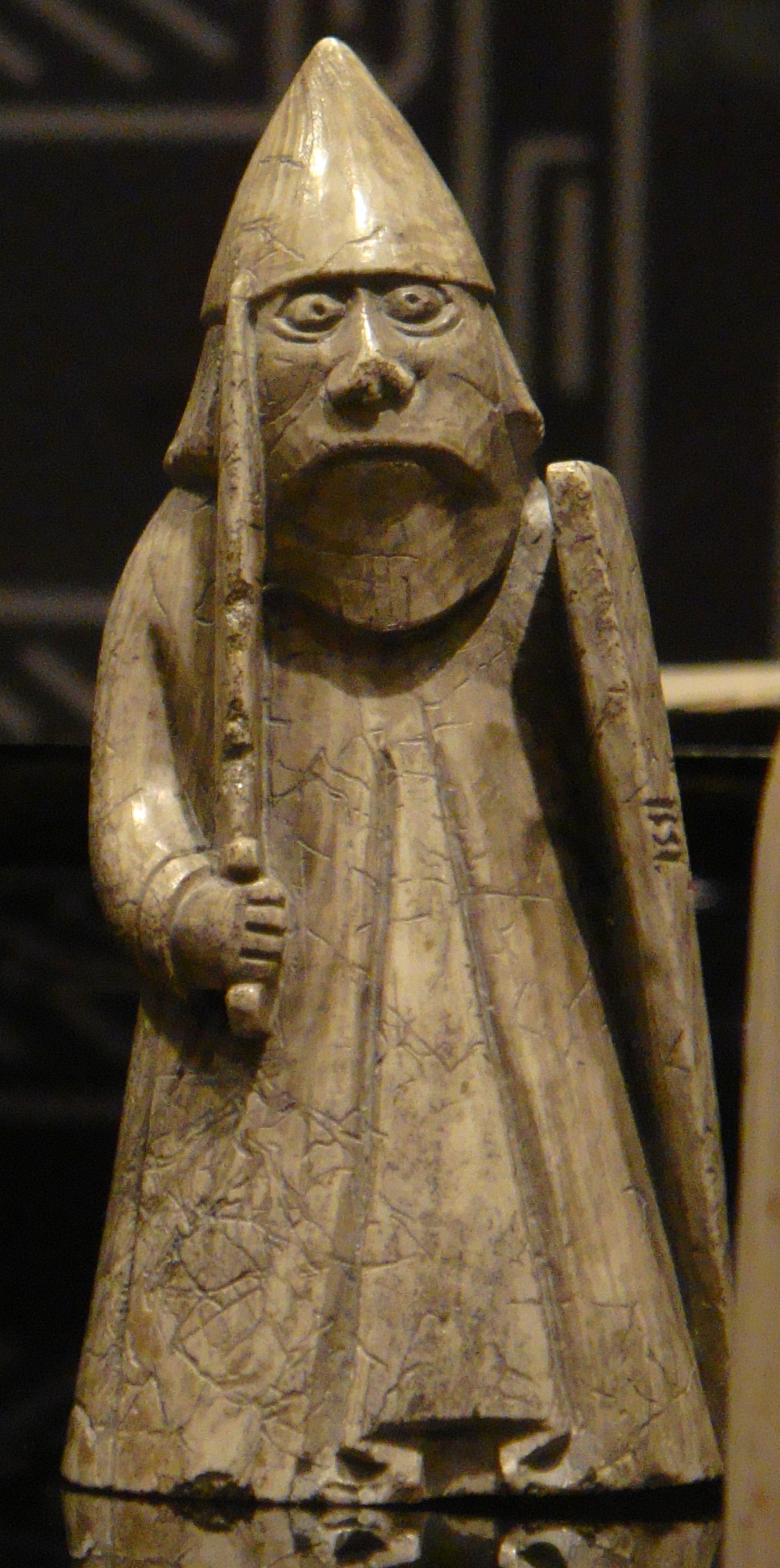
Una torre de ajedrez del llamado ajedrez de Lewis. Las conexiones escandinavas de miembros principales de las Islas pueden haber reflejado su armamento militar, y se podría haber parecido a que descrito a tal gaming piezas.

Otra figura atestiguada por estos diplomas es Walter , un hombre que pudo haber recibido las tierras de Strathgryfe, Renfrew, Mearns, y North Kyle en la ocasión de la concesión de David de cáin. Una explicación para la invasión de Somairle es que pudo haber sido obligado a contrarrestar la amenaza que Walter—y otros magnates escoceses—planteaban su autoridad. Un catalizador de esta colisión pudo haber sido el vacío de poder dejado por el asesinato de Óláfr. A pesar de que la incertidumbre política que siguieron a la muerte de Óláfr haber ciertamente posó una amenaza al Scots, la complexión concurrente-arriba de poder escocés a lo largo del litoral occidental—particularmente ejemplificado por Walter expansive las subvenciones territoriales en la región—significaron que el Scots era también colocado para capitalizar a la situación. De hecho,  hay razón para sospechar que, durante el reinado de Malcolm—y quizás con consentimiento—Walter de Malcolm empezó para extender su autoridad propia al Firth de Clyde, las islas del Clyde, las orillas del sur de Cowal, y los flecos de Argyll. El allotment de escocés fiefs a lo largo del litoral occidental sugiere que estas tierras estuvieron resueltas en el contexto de defender el reino escocés de amenazas externas localizó en Galloway y el Isles.  Sea probablemente en este contexto que los señoríos occidentales sustanciales estuvieron concedidos a hombres como Hugh de Morville, Robert de Brus, y Walter él. Cuando tal, el mid-la parte del duodécimo siglo vio una consolidación firme de poder escocés a lo largo del litoral occidental por algunos del reino más grande magnates—hombres quién podría bien ha encroached a Somairle esfera de influencia. El continuo encroachment de la autoridad escocesa bien puede tener spurned Somairle para lanzar un contador-huelga.  Es concebible que Somairle primero adquirió las islas del Firth de Clyde después de su 1156 enfrentamiento con Guðrøðr. En tan haciendo, Somairle obtuvo control de islas en un territorio que aparece a ha sido considerado por el Scots como vital a su seguridad propia. De hecho, el catalizador para el establecimiento de castillos escoceses a lo largo del Río Clyde bien podría haber sido la amenaza potencial posada por Somairle.

## Consecuencias
Aunque es concebible que Dubgall fuera capaz de asegurar el poder tras la muerte de su padre, es evidente por la Crónica de Mann que el trono de Mann fue rápidamente asumido por el hermano de Guðrøðr, Rǫgnvaldr. Según esa misma fuente, antes del fin del año, Guðrøðr llegó a las islas y derrocó sin piedad a su hermano, tras lo que recuperó el reinado, y lo repartió con los Clann Somairle, en una partición que emanaba del golpe de Somairle en 1156. A pesar de que hay no evidencia directa de que el imperio de Somairle se fragmentara a su muerte, hay razones para sospechar que fue repartido entre sus hijos. En las décadas que siguieron a la muerte de Somairle, hay evidencias que sugieren que las luchas dinásticas que tuvieron lugar fueron capitalizadas por Walter y su familia.

## La piedra de la Reina Blearie
Hay varias tradiciones locales respecto a la ubicación de la batalla. Un relato de finales del siglo XVIII afirma que los invasores desembarcaron en Renfrew, y marcharon hacia el sur hasta Knock, una elevación situada entre Renfrew y Glasgow, donde fueron derrotados por fuerzas locales. En 1772, Thomas Pennant visitó este sitio, y observó "un monte o túmulo, con un foso alrededor de la base, y una única piedra en la parte superior", que le llevó a creer que marcaba el sitio donde Somairle fue derrotado.
Relatos anteriores del monumento indican que se trata de la "piedra de la reina Blearie", y lo asocian con historias relacionadas con la muerte de Marjorie Bruce, y el nacimiento por cesárea de su hijo, Roberto II de Escocia. La narración de Pennant pudo haber estado influida por David Dalrymple, que sugirió que este nombre puede enmascarar un topónimo gaélico —Cuiné Blair ("Monumento de Batalla")— un nombre que se refiere realmente a la Batalla de Renfrew. Si el monumento estaba de hecho asociado con la batalla,  podría ser idéntico a la pilar representado en el sello de Walter. De ser así, la representación del sello de un hombre apoyado en un pilar podría conmemorar la victoria escocesa. De todas formas, la "piedra de la Reina Blearie" fue derribada antes del fin del siglo XVIII. En ese momento, parte de él se reutilizó como dintel de la puerta de un granero, aunque a mediados del siglo XIX desapareció.

## Citas
1. ↑  Oram (2011) pp. 88–89; Oram, R (2004) p. 118; McDonald, RA (2000) p. 175 n. 55; McDonald, RA (1997) p. 45; Anderson (1922) p. 255 n. 1.
2. ↑  Beuermann (2012) p. 5; Beuermann (2010) p. 102; Williams, G (2007) p. 145; Woolf (2005); Brown, M (2004) p. 70; Rixson (2001) p. 85.
3. ↑  Oram (2011) p. 108.
4. ↑  Beuermann (2014) p. 85; Downham (2013) p. 171, 171 n. 84; McDonald, RA (2007b) pp. 67, 85, 92; Duffy (2006) p. 65; Beuermann (2002) p. 421; Duffy (2002) p. 48; Sellar (2000) p. 191; Williams, DGE (1997) p. 259; Duffy (1993) pp. 41–42, 42 n. 59; Oram, RD (1988) pp. 80–81; Anderson (1922) p. 225; Munch; Goss (1874) pp. 62–65.
5. ↑  Crawford (2014) p. 74; Downham (2013) p. 171; McDonald, RA (2012) p. 162; Abrams (2007) p. 182; McDonald, RA (2007a) p. 66; McDonald, RA (2007b) pp. 67, 85; Duffy (2006) p. 65; Oram (2000) pp. 69–70; Williams, DGE (1997) p. 259; Gade (1994) p. 199; Oram, RD (1988) p. 81; Anderson (1922) p. 226; Munch; Goss (1874) pp. 64–67.
6. ↑  Holton (2017) p. 125; Wadden (2014) p. 32; Downham (2013) p. 172; Woolf (2013) pp. 3–4; Oram (2011) p. 120; Williams, G (2007) pp. 143, 145–146; Woolf (2007a) p. 80; Barrow (2006) pp. 143–144; Forte; Oram; Pedersen (2005) pp. 243–244; Woolf (2004) p. 104; Rixson (2001) p. 85; Oram (2000) pp. 74, 76; McDonald, RA (1997) pp. 52, 54–58; Williams, DGE (1997) pp. 259–260, 260 n. 114; Duffy (1993) pp. 40–41; Duffy (1992) p. 121; McDonald; McLean (1992) pp. 8–9, 12; Scott, JG (1988) p. 40; Duncan; Brown (1956–1957) p. 196; Anderson (1922) p. 231; Lawrie (1910) p. 20 § 13; Munch; Goss (1874) pp. 68–69.
7. ↑  Caldwell (2016) p. 354; Wadden (2014) p. 32; McDonald, RA (2012) pp. 153, 161; Oram (2011) p. 120; McDonald, RA (2007a) pp. 57, 64; McDonald, RA (2007b) p. 92; Forte; Oram; Pedersen (2005) p. 244; Woolf (2004) p. 104; Oram (2000) pp. 74, 76; McDonald, RA (1997) pp. 52, 56; Williams, DGE (1997) p. 260; McDonald, RA (1995) p. 135; Duffy (1993) p. 43; McDonald; McLean (1992) p. 9; Scott, JG (1988) p. 40; Rixson (1982) pp. 86–87; Duncan; Brown (1956–1957) p. 196; Anderson (1922) pp. 231–232; Lawrie (1910) p. 20 § 13; Munch; Goss (1874) pp. 68–69.
8. ↑  McDonald, RA (2012) pp. 153, 161; Oram (2011) p. 121; McDonald, RA (2007a) pp. 57, 64; McDonald, RA (2007b) pp. 92, 113, 121 n. 86; Forte; Oram; Pedersen (2005) p. 244; Woolf (2004) p. 104; Oram (2000) pp. 74, 76; McDonald, RA (1997) p. 56; Duffy (1993) p. 43; McDonald; McLean (1992) p. 9; Rixson (1982) pp. 86–87, 151; Duncan; Brown (1956–1957) p. 196; Anderson (1922) p. 239; Munch; Goss (1874) pp. 68–69.
9. ↑  McDonald, RA (1997) p. 57.
10. ↑  Oram (2011) p. 121.
11. ↑  Holton (2017) p. 124, 124 n. 14; The Annals of Tigernach (2016) § 1164.6; Annals of the Four Masters (2013a) 1083.10; Annals of the Four Masters (2013b) 1083.10; Woolf (2013) p. 3; McDonald, RA (2007b) p. 164; Annals of Tigernach (2005) § 1164.6; Sellar (2004); McLeod (2002) p. 31, 31 n. 22; McDonald, RA (2000) p. 179; Sellar (2000) p. 189; McDonald, RA (1997) pp. 57–58; Anderson (1922) p. 254.
12. ↑  McDonald, RA (2007a) p. 59; McDonald, RA (2007b) pp. 128–129 pl. 1; Rixson (1982) pp. 114–115 pl. 1; Cubbon (1952) p. 70 fig. 24.
13. ↑  McDonald, RA (2012) p. 151; McDonald, RA (2007a) pp. 58–59; McDonald, RA (2007b) pp. 54–55, 128–129 pl. 1; Wilson (1973) p. 15.
14. ↑  McDonald, RA (2016) p. 337; McDonald, RA (2012) p. 151; McDonald, RA (2007b) pp. 128–129 pl. 1.
15. ↑  Holton (2017) p. 125; The Annals of Tigernach (2016) § 1164.6; Wadden (2014) p. 34; Woolf (2013) p. 3; Strickland (2012) p. 107; McDonald, RA (2007b) p. 76; Annals of Tigernach (2005) § 1164.6; Woolf (2005); McDonald, RA (2000) p. 169, 169 n. 16, 179; Sellar (2000) p. 189; McDonald, RA (1997) p. 62; Duffy (1999) p. 356; McDonald, RA (1995) p. 135; Duffy (1993) pp. 31, 45; Duncan; Brown (1956–1957) p. 197; Anderson (1922) p. 254.
16. ↑  Jennings (2017) pp. 121, 126; The Annals of Ulster (2017) § 1164.4; Wadden (2014) p. 34; Wadden (2013) p. 208; Strickland (2012) p. 107; The Annals of Ulster (2008) § 1164.4; Oram (2011) p. 128; Forte; Oram; Pedersen (2005) p. 245; Pollock (2005) p. 14; Woolf (2005); McDonald, RA (2000) p. 169, 169 n. 16; Oram (2000) p. 76; Duffy (1999) p. 356; Durkan (1998) p. 137; McDonald, RA (1997) p. 67; McDonald, RA (1995) p. 135; Duffy (1993) p. 45; Duncan; Brown (1956–1957) p. 197; Anderson (1922) p. 254; Lawrie (1910) p. 80 § 61.
17. ↑  Neville (2016) p. 7; Cowan (2015) p. 18; Clanchy (2014) p. 169; Woolf (2013); Clancy (2012) p. 19; MacLean (2012) p. 651; Strickland (2012) p. 107; Oram (2011) p. 128; Davies (2009) p. 67; Márkus (2009) p. 113; Broun (2007) p. 164; Clancy (2007) p. 126; Márkus (2007) p. 100; Sellar (2004); Durkan (2003) p. 230; Driscoll (2002) pp. 68–69; McDonald, RA (2002) pp. 103, 111; McDonald, RA (2000) p. 169, 169 n. 16; Durkan (1998) p. 137; McDonald, RA (1997) pp. 41, 61–62; Macquarrie (1996) p. 43; McDonald, RA (1995) p. 135; McDonald; McLean (1992) pp. 3, 3 n. 1, 13; Duncan; Brown (1956–1957) p. 197; Brown, JTT (1927) pp. 274–275; Anderson (1922) pp. 256–258; Lawrie (1910) pp. 80–83 § 62; Anderson (1908) p. 243 n. 2; Arnold (1885) pp. 386–388; Skene (1871) pp. 449–451.
18. ↑  Duffy (1999) p. 356; Duffy (1993) p. 31; Anderson; Anderson (1938) pp. 143–144 n. 6; Anderson (1922) p. 255 n. 1; Anderson (1908) p. 243; Stubbs (1868) p. 224; Riley (1853) p. 262.
19. ↑  McDonald; McLean (1992) p. 13; Anderson; Anderson (1938) pp. 44, 143–144 n. 6, 190; Anderson (1922) p. 255 n. 1; Bouterwek (1863) pp. 40–41.
20. ↑  Caldwell (2016) p. 352; Martin, C (2014) p. 193; McDonald, RA (2007a) pp. 57, 64; McDonald, RA (2007b) pp. 54, 121 n. 86; McDonald, RA (2002) p. 117 n. 76; Williams, DGE (1997) p. 150; McDonald, RA (1995) p. 135; Duffy (1993) p. 45; McDonald; McLean (1992) p. 13; Barrow (1960) p. 20; Anderson (1922) p. 255 n. 1; Munch; Goss (1874) pp. 74–75.
21. ↑  Woolf (2013) p. 3; Strickland (2012) p. 107; Oram (2011) p. 128; Forte; Oram; Pedersen (2005) p. 245; Pollock (2005) p. 14; Ewart; Pringle; Caldwell et al. (2004) p. 12; McDonald, RA (2000) p. 169, 169 n. 16; Sellar (2000) p. 189; Duffy (1999) p. 356; Duffy (1993) pp. 31, 45; Barrow (1960) p. 20; Duncan; Brown (1956–1957) p. 197; Anderson; Anderson (1938) pp. 125 n. 1, 143–144 n. 6; Brown, JTT (1927) p. 275; Anderson (1922) pp. 254–255; Anderson (1908) p. 243 n. 2; Stevenson (1856) p. 130; Stevenson (1835) p. 79.
22. ↑  Sellar (2000) p. 195 n. 32; Anderson (1922) p. 255 n. 1; Skene (1872) p. 252 ch. 4; Skene (1871) p. 257 ch. 4.
23. ↑  Mac Carthaigh's Book (2016a) § 1163.2; Mac Carthaigh's Book (2016b) § 1163.2; Duffy (1993) p. 45.
24. ↑  Pollock (2005) p. 14; Watt (1994) pp. 262–265; Goodall (1759) p. 452 bk. 8 ch. 6.
25. ↑  Caldwell (2016) p. 352; Martin, C (2014) p. 193; McDonald, RA (2007a) p. 64; McDonald, RA (2007b) pp. 54, 121 n. 86; McDonald, RA (2002) pp. 109, 117 n. 76; McDonald, RA (1995) p. 135; McDonald; McLean (1992) p. 13; Barrow (1960) p. 20; Anderson (1922) p. 255 n. 1; Munch; Goss (1874) pp. 74–75.
26. ↑  McDonald, RA (2002) pp. 117–118 n. 76.
27. ↑  Wadden (2014) p. 34; Wadden (2013) pp. 208–209; Pollock (2005) p. 14, 14 n. 69; Duffy (1993) pp. 45–46.
28. ↑  Ewart; Pringle; Caldwell et al. (2004) p. 12; Duffy (1993) p. 45; Anderson; Anderson (1938) pp. 143–144 n. 6; Anderson (1922) p. 254; Anderson (1908) p. 243 n. 2; Stevenson (1856) p. 130; Stevenson (1835) p. 79.
29. ↑  The Annals of Ulster (2017) § 1164.4; Mac Carthaigh's Book (2016a) § 1163.2; Mac Carthaigh's Book (2016b) § 1163.2; The Annals of Tigernach (2016) § 1164.6; Wadden (2014) p. 34; The Annals of Ulster (2008) § 1164.4; Annals of Tigernach (2005) § 1164.6; McDonald, RA (2000) p. 169 n. 16; Durkan (1998) p. 137; Duffy (1993) pp. 31, 45; Anderson (1922) p. 254; Lawrie (1910) p. 80 § 61.
30. ↑  Oram (2011) p. 128; Oram (2000) p. 76; McDonald, RA (1997) p. 252.
31. ↑  Forte; Oram; Pedersen (2005) p. 245.
32. ↑  McDonald, RA (2002) p. 109.
33. ↑  Doherty (2005) p. 353.
34. ↑  Byrne (2008) p. 23; Duffy (1993) pp. 45–46.
35. ↑  Woolf (2004) p. 105.
36. ↑  Holton (2017) p. 125; The Annals of Tigernach (2016) § 1164.6; McDonald, RA (2007b) p. 76; Annals of Tigernach (2005) § 1164.6; McDonald, RA (1997) p. 62; Anderson (1922) p. 254.
37. ↑  McDonald; McLean (1992) p. 13; Anderson (1922) p. 231; Munch; Goss (1874) pp. 68–69.
38. ↑  Forte; Oram; Pedersen (2005) p. 245; Ewart; Pringle; Caldwell et al. (2004) p. 12; McDonald, RA (2000) p. 169 n. 16; Anderson; Anderson (1938) p. 143 n. 6; Brown, JTT (1927) p. 275; Anderson (1922) p. 254; Anderson (1908) p. 243 n. 2; Stevenson (1856) p. 130; Stevenson (1835) p. 79.
39. ↑  Woolf (2004) pp. 102, 104; Driscoll (2002) pp. 68, 71.
40. ↑  Duffy (1993) p. 45.
41. ↑  Oram (2011) p. 128; Sellar (2004); McDonald, RA (2002) p. 103.
42. ↑  Sellar (2004); McDonald, RA (2002) p. 103; McDonald, RA (2000) p. 169; Woolf (2013) p. 10; Clancy (2007) p. 126; McDonald, RA (1997) p. 62; Anderson (1922) p. 258; Lawrie (1910) p. 82 § 62; Arnold (1885) p. 388; Skene (1871) p. 450.
43. ↑  Neville (2016) p. 7; Clanchy (2014) p. 169; Woolf (2013) p. 11; Clancy (2012) p. 19; Clancy (2007) p. 126; Sellar (2004); McDonald, RA (1997) p. 62; Anderson (1922) p. 258; Lawrie (1910) p. 82 § 62; Arnold (1885) p. 388; Skene (1871) p. 450.
44. ↑  Sellar (2000) p. 195 n. 32; Anderson (1922) p. 255 n. 1; Skene (1872) p. 252 ch. 4; Skene (1871) p. 257 ch. 4; Stevenson (1835) p. 79 n. d.
45. ↑  Sellar (2004); Sellar (2000) p. 195 n. 32; Duncan; Brown (1956–1957) p. 197 n. 6.
46. ↑  McDonald, RA (1997) p. 72.
47. ↑  Oram (2011) p. 128; Scott, WW (2008); McDonald; McLean (1992) p. 20.
48. ↑  McDonald, RA (2000) p. 183; Barrow (1973) p. 339; McDonald; McLean (1992) p. 20; Barrow (1960) p. 20.
49. ↑  Young; Stead (2010) p. 26; McDonald, RA (2000) p. 183; McDonald, RA (1997) p. 66; McDonald; McLean (1992) p. 16; Barrow (1973) p. 339.
50. 1 2  Barrow (1960) p. 20.
51. ↑  Oram (2011) p. 128; Woolf (2004) p. 105; Barrow (1960) p. 20.
52. ↑  Oram (2011) p. 128; Barrow (1960) p. 20.
53. ↑  Ewart; Pringle; Caldwell et al. (2004) p. 12; Woolf (2004) p. 105; McDonald, RA (2000) p. 184; Roberts (1999) p. 96; Martin, FX (1992) p. 19; McDonald; McLean (1992) pp. 20–21; Barrow (1981) p. 48.
54. ↑  Oram (2011) p. 128; Hammond (2010) p. 13; Scott, WW (2008); Forte; Oram; Pedersen (2005) p. 245; McDonald, RA (2000) pp. 183–184; Roberts (1999) p. 96; Barrow (1960) p. 20.
55. ↑  Pollock (2005) p. 14.
56. ↑  Woolf (2013) pp. 7–11; Clancy (2012) p. 19; Clancy (2007) p. 126; Sellar (2004); Durkan (2003) p. 230; Durkan (1998) p. 137; Barrow (1981) p. 48; Barrow (1960) p. 20; Brown, JTT (1927) p. 274; Anderson (1922) pp. 256–258; Lawrie (1910) pp. 80–83 § 62; Arnold (1885) pp. 387–388; Skene (1871) pp. 449–451.
57. ↑  Clanchy (2014) p. 169; Brown, JTT (1927) pp. 274–274.
58. ↑  Scott, WW (2008).
59. ↑  Clanchy (2014) p. 169.
60. ↑  Oram (2011) p. 129.
61. ↑  MacDonald (2013) p. 37; Barrow (1999) pp. 144–145 § 185; McDonald; McLean (1992) p. 10; Duncan; Brown (1956–1957) pp. 195–196; Lawrie (1905) pp. 204–205 § 255, 442 § 255; Document 1/4/104 (n.d.).
62. ↑  Wadden (2013) p. 208; Woolf (2013) p. 3; Oram (2011) pp. 112, 120; Ross (2003) pp. 181–185; Oram (2001).
63. ↑  Woolf (2013) pp. 6–9; Márkus (2007) p. 100; Anderson (1922) p. 256; Lawrie (1910) p. 81 § 62; Arnold (1885) pp. 386–387; Skene (1871) p. 449.
64. ↑  Neville (2016) p. 11; MacDonald (2013) p. 30 n. 51; Woolf (2013) pp. 4–5; Oram (2011) pp. 114, 119; McDonald, RA (2007b) p. 113; Forte; Oram; Pedersen (2005) p. 245; Sellar (2004); Woolf (2004) p. 104; McDonald, RA (2000) p. 168; McDonald, RA (1997) p. 52; Barrow (1994); McDonald; McLean (1992) pp. 9–10; Barrow (1960) p. 81; Anderson; Anderson (1938) p. 125 n. 1, 136–137 n. 1; Innes (1864) pp. 51–51; Registrum Episcopatus Moraviensis (1837) pp. 453–454 § 1; Document 1/5/52 (n.d.).
65. 1 2  Woolf (2004) pp. 102–103.
66. ↑  MacDonald (2013) p. 37; Oram (2011) p. 88; Woolf (2004) pp. 102–103; Barrow (1999) pp. 124–125 § 147; McDonald; McLean (1992) p. 10; Duncan; Brown (1956–1957) pp. 195–196; Lawrie (1905) pp. 116–119 § 153, 383–386 § 153; Document 1/4/74 (n.d.).
67. ↑  MacDonald (2013) p. 37; Woolf (2004) pp. 102–103; Barrow (1999) pp. 136–138 § 172; McDonald; McLean (1992) p. 10; Duncan; Brown (1956–1957) pp. 195–196; Lawrie (1905) pp. 167–171 § 209, 417–419 § 209; Document 1/4/92 (n.d.).
68. ↑  MacDonald (2013) p. 37; Woolf (2004) pp. 102–103; Barrow (1999) pp. 136–138 § 172; Lawrie (1905) pp. 167–171 § 209, 417–419 § 209; Document 1/4/92 (n.d.).
69. ↑  Oram (2011) pp. 87–88.
70. ↑  Woolf (2013) pp. 2–3.
71. ↑  Wadden (2014) p. 39; Woolf (2013) pp. 2–3; Oram (2011) pp. 72, 111–112; Carpenter (2003) ch. 7 ¶ 46; Ross (2003) pp. 184–185; Anderson; Anderson (1938) pp. 124–125, 187; Anderson (1922) p. 223–224; Bouterwek (1863) p. 36; Stevenson (1856) p. 73.
72. ↑  Forte; Oram; Pedersen (2005) pp. 243–244; Oram, RD (1988) p. 83.
73. ↑  Scott, JG (1997) pp. 12–13 fig. 1; Barrow (1975) p. 125 fig. 4.
74. ↑  Barrow (1975) pp. 125 fig. 4, 131, 131 fig. 6.
75. 1 2 3 4  Woolf (2004) p. 103.
76. ↑  Woolf (2004) p. 103; Sharpe (2011) pp. 93–94 n. 236, 94; Barrow (1999) p. 81 § 57; Scott, JG (1997) p. 35; Lawrie (1905) pp. 95–96 § 125, 361–362 § 125; Registrum Episcopatus Glasguensis (1843) p. 12 § 9; Document 1/4/30 (n.d.).
77. ↑  Forte; Oram; Pedersen (2005) p. 241; Woolf (2004) pp. 96–97, 99.
78. ↑  Woolf (2004) pp. 96–97.
79. ↑  Woolf (2004) p. 103; McDonald, RA (2000) p. 171.
80. ↑  Oram (2011) p. 89.
81. ↑  Strickland (2012) p. 113 fig. 3.3; Caldwell; Hall; Wilkinson (2009) pp. 161 fig. 6c, 184 fig. 11, 189 fig. 16.
82. ↑  Strickland (2012) p. 113.
83. ↑  Forte; Oram; Pedersen (2005) pp. 243, 245.
84. ↑  Strickland (2012) p. 107.
85. ↑  Scott, JG (1997) p. 35.
86. ↑  Clanchy (2014) p. 169; Oram (2011) p. 128; Forte; Oram; Pedersen (2005) pp. 243, 245; Woolf (2004) p. 105; McDonald, RA (1997) pp. 65–66.
87. ↑  Oram (2011) pp. 127–128; McDonald, RA (1997) pp. 65–66.
88. ↑  Forte; Oram; Pedersen (2005) pp. 241–243.
89. ↑  McDonald, RA (2000) pp. 181–182; McDonald, RA (1997) p. 65; Barrow (1973) p. 339.
90. ↑  Carpenter (2003) ch. 6 ¶ 44; McDonald, RA (1997) p. 65.
91. ↑  Oram (2011) p. 127; McDonald, RA (2000) pp. 182–184; McDonald, RA (1997) pp. 65–66.
92. ↑  Oram (2011) p. 127; Woolf (2007b) p. 110 n. 42; Forte; Oram; Pedersen (2005) pp. 243, 245; Stringer (2005) p. 49; McDonald, RA (2000) pp. 182–184; Roberts (1999) p. 96.
93. ↑  Forte; Oram; Pedersen (2005) p. 244.
94. ↑  McDonald, RA (1997) pp. 70–71; Williams, DGE (1997) pp. 150, 260.
95. ↑  Forte; Oram; Pedersen (2005) pp. 246–247; Murray (2005) p. 288.
96. ↑  Oram (2011) p. 128.
97. ↑  Oram (2011)  pp. 128–129; McDonald, RA (2007b) pp. 67–68, 85; Anderson (1922) pp. 258–259; Munch; Goss (1874) pp. 74–75.
98. ↑  Oram (2011)  pp. 128–129; McDonald, RA (2007a) p. 57; McDonald, RA (2007b) pp. 67–68, 85; Williams, DGE (1997) p. 150; Anderson (1922) pp. 258–259; Munch; Goss (1874) pp. 74–75.
99. ↑  McDonald, RA (2007b) p. 85; Duffy (2004).
100. ↑  Sellar (2004); McDonald, RA (1997) pp. 70–71; Williams, DGE (1997) p. 150.
101. ↑  Sellar (2000) p. 195; Roberts (1999) p. 97; McDonald, RA (1997) p. 70.
102. ↑  McDonald, RA (1997) p. 61, 61 n. 66; Metcalfe (1905) pp. 29–30.
103. ↑  McDonald, RA (1997) p. 61; Metcalfe (1905) pp. 29–30.
104. ↑  Clark (1998) p. 3; McDonald, RA (1997) p. 61; Metcalfe (1905) pp. 29–30; Groome (1885) p. 243; Pennant (1776) pp. 172–173.
105. ↑  Steele (2014) p. 145; Clark (1998) pp. 1–2; Gordon (1868) p. 566; Hamilton of Wishaw (1831) pp. 86, 141, 146; Crawfurd; Robertson (1818) p. 148.
106. ↑  Clark (1998) p. 2; Dalrymple (1797) p. 61 n. †.
107. ↑  Clark (1998) p. 3.
108. ↑  Steele (2014) p. 145; Clark (1998) p. 2; Groome (1885) pp. 243–244; Origines Parochiales Scotiae (1851) pp. 77–78; The New Statistical Account of Scotland (1845) p. 14 pt. renfrew.
109. ↑  Steele (2014) p. 145; The New Statistical Account of Scotland (1845) p. 14 pt. renfrew.
110. ↑  Knock, Queen Blearie's Stone (n.d.).
111. ↑  Glasgow Airport Investment Area Scoping Report (2016) p. 70 § 8.3.2.2; Steele (2014) p. 145.